# Chris Fogt
Chris Fogt, właśc. Christopher Fogt (ur. 29 maja 1983 w Orange Park) – amerykański bobsleista.
Startował na igrzyskach w Vancouver. W konkurencji czwórek jechał razem z Johnem Napierem, Chuckiem Berkeleyem i Steve’em Langtonem. Nie ukończyli jednak zawodów. W 2014 zdobył srebrny medal igrzysk olimpijskich w rywalizacji czwórek.
Podobnie jak wielu innych bobsleistów karierę sportową zaczynał od lekkoatletyki (rekord życiowy w biegu na 100 metrów – 10,53 w 2007).